# Curry Village
Curry Village (ook wel Camp Curry) is een toeristische nederzetting in Californië in de Yosemite Valley van het nationale park Yosemite.
Camp Curry is in het begin van de 20e eeuw gestart als een kampeergelegenheid voor bezoekers van het park. Er staan vele houten hutten en grote 'cabine-tenten' met bijbehorende voorzieningen. In 1970 kreeg het de naam Curry Village. In 2008 verwoestten vallende rotsblokken een deel van het complex en ongeveer een derde van de overnachtingsplekken werd gesloten. Na een risico-studie besloot de National Park Service 72 eenheden te verplaatsen uit de zone die bedreigd werd door vallende rotsen.
In 2012 kregen acht bezoekers van het park het hantavirus-longsyndroom, waarvan zeven hadden verbleven in een tent-cabine in Camp Curry, en drie overleden. Deze tent-cabines werden gesloten nadat gebleken was dat door de constructie besmetting door knaagdieren (hertmuizen) mogelijk was. Deze zijn drager van het virus.
Bezienswaardigheden: Bridalveil Fall · Cathedral Lakes · Cathedral Peak · Chilnualna Falls · Clouds Rest · El Capitan · Emerald Pool · Glacier Point · Grand Canyon of the Tuolumne · Grizzly Giant · Half Dome · Hetch Hetchy · Horsetail Fall · John Muir Trail · Mariposa Grove · Merced Grove · Merced River · Mount Conness · Mount Dana · Mount Lyell · Mount Starr King · Nevadawaterval · Ostrander Lake · Pacific Crest Trail · Sentinel Dome · Sentinel Rock · Tenaya Canyon · Tenaya Lake · Tunnel View · Tuolumne Grove · Tuolumne Meadows · Tuolumne River · Vernalwaterval · Wawona Tunnel Tree · Yosemite Valley · Yosemitewaterval

Bebouwing: Ahwahnee Hotel · Badger Pass Ski Area · Camp 4 · Curry Village · Glacier Point Hotel · Housekeeping Camp · LeConte Memorial Lodge · Pioneer Yosemite History Center · Rangers' Club · Parsons Memorial Lodge · Wawona · Wawona Hotel · Yosemite Valley Chapel · Yosemite Valley Lodge · Yosemite Village

Vervoer: SR 41 · SR 120 · SR 140 · Wawona Tunnel · Yosemite Area Regional Transportation System

Personen: Ahwahnechee · Chief Tenaya · Frederick Law Olmsted · Galen Clark · John Conness · John Muir · Sierra Miwok · Stephen Mather · Robert Underwood Johnson
- Library of Congress Control Number: nb2017004218
- Virtual International Authority File: 253148812612345210572
- WorldCat: E39PBJqkc7C4Rg6cjVwFbt8Hmd